# 江陵潜艇渗透事件

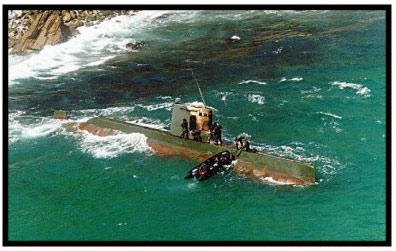
事件中擱淺的鯊魚級潛艇

江陵潜艇渗透事件（：／）是指於1996年9月朝鲜人民軍特种部队为收集韩国情报和暗杀南韩总统金泳三，而使用鯊魚級潛艇渗透至韩国东海岸的江陵市附近。由于渗透用的潜艇搁浅，参与行动的26名北朝鲜士兵不得不弃艇，并从附近的海滩躲入附近的山林中隐藏。大韓民國國軍和警察随即对他们展开时长两个多月的追捕，26名北朝鮮士兵中仅2人存活，死傷慘重，其中有部份是死於集體自殺。而韩国共有16人丧生（包括军警和百姓）、27人受伤。此次渗透行动以失败而告终，同時令因粮食援助而漸走向缓和的朝韩关系再次走进紧张局势。